# Lachaume (fleuriste)
Pour les articles homonymes, voir Lachaume.
Lachaume est un fleuriste français haut de gamme situé à Paris,. C'est l'un des plus anciens fleuristes de Paris.

## Histoire
Lachaume est fondée en 1845 par Jules Lachaume. La boutique originale se situait rue de la Chaussée d'Antin, dans un quartier à la mode de Paris. En 1847, Jules Lachaume écrit un livre sur les fleurs couvrant une grande variété de sujets sur la fleuristerie. En 1889, la boutique déménage vers la Rue Royale (dans le 8ᵉ arrondissement de Paris), se positionnant parmi les grandes maisons de mode et de joaillerie. Marcel Proust fréquente Lachaume pour acheter une orchidée cattleya qu'il porte quotidiennement à sa boutonnière. 
En 1947, Christian Dior présente sa première collection haute couture dans ses salons de l'Avenue Montaigne ornés d’arrangements floraux de Lachaume. Les créateurs Yves Saint Laurent et Karl Lagerfeld sont également devenus des clients réguliers,,.
En 1970, Giuseppina Callegari a repris l'entreprise et l’a ensuite transférée à son fils, Didier Vassy et sa femme Colette Vassy, puis plus tard à ses petites-filles, Caroline Cnocquaert et Stéphanie Primet,.
En 2013, Lachaume a déménagé Rue du Faubourg-Saint-Honoré dans le 8ᵉ arrondissement de Paris, près du Palais de l'Élysée, en conservant son décor traditionnel,.

## Boutique
Situé Rue du Faubourg Saint-Honoré, Lachaume continue de vendre une variété de fleurs et de bouquets, des fleurs séchées, des bouquets de blé séché et des fleurs éternelles.

## Lectures complémentaires
- Lachaume, Jules (1847). Les Fleurs naturelles: traité sur l'art de composer les couronnes, les parures, les bouquets, etc., de tous genres pour bals et soirées suivi du langage des fleurs